# Rosa Monckton
Rosa Monckton, baronne Monckton de Dallington Forest, (née le 26 octobre 1953) est une femme d'affaires et militante caritative britannique.

## Biographie
Rosa Monckton est née le 26 octobre 1953, fille de Gilbert Monckton, 2e vicomte Monckton de Brenchley, et de Marianna Bower. Son frère aîné Christopher Monckton, journaliste et conférencier est un négationniste du changement climatique. Elle fait ses études au couvent des Ursulines de Tildonk, en Belgique.
Elle est mariée au journaliste Dominic Lawson (fils de l'homme politique conservateur Nigel Lawson et frère de l'écrivaine culinaire Nigella Lawson). Ils ont deux filles, Domenica et Savannah. Domenica est atteinte du syndrome de Down ; sa marraine est l'amie de Monckton, Diana, princesse de Galles. Monckton fait une fausse couche en 1994, le bébé est enterré dans un jardin sur le terrain du palais de Kensington avec l'aide de Diana.
En 2017, Monckton écrit pour The Spectator en faveur de la possibilité pour les personnes ayant des troubles d'apprentissage de travailler pour un salaire inférieur au salaire minimum, citant 1,3 million de chômeurs sur 1,4 million de personnes ayant des troubles d'apprentissage au Royaume-Uni.
Monckton est nommée membre de l'Ordre de l'Empire britannique (MBE) lors de l'anniversaire 2017 pour ses services bénévoles et caritatifs rendus aux personnes ayant des troubles d'apprentissage et à leurs familles au Royaume-Uni et à l'étranger. Elle est nommée pour une pairie à vie par le Premier ministre Rishi Sunak et est créée baronne Monckton de Dallington Forest, d'Earlsdown, dans le comté d'East Sussex, le 12 mars 2024.
Rosa Monckton est une collectrice de fonds et soutient plusieurs œuvres caritatives liées aux enfants et au syndrome de Down.